# IND Rockaway Line

Les services A (omnibus et express) et le Rockaway Park Shuttle desservent la ligne.

 (septembre 2022).
Si vous disposez d'ouvrages ou d'articles de référence ou si vous connaissez des sites web de qualité traitant du thème abordé ici, merci de compléter l'article en donnant les références utiles à sa vérifiabilité et en les liant à la section « Notes et références ».
L'IND Rockaway Line est une ligne (au sens de tronçon du réseau) aérienne du métro de New York qui dessert l'arrondissement du Queens. Elle est issue de l'ancien réseau de l'Independent Subway System (IND) et comprend également des segments remblayés ou situés au niveau des rues. Rattachée à la Division B, son tracé s'étend de la station Rockaway Boulevard au nord (où elle est reliée à l'IND Fulton Street Line) jusqu'à la baie de Jamaica où elle se prolonge jusqu'à la péninsule de Rockaway. Elle est desservie par le service A (qui comporte une desserte express entre Rockaway Park et Manhattan pendant les heures de pointe d'où le logo carré) et par la navette Rockaway Park Shuttle qui relie les stations de Broad Channel et Rockaway Park – Beach 116th Street. La ligne permet en outre une liaison avec l'aéroport international John-F.-Kennedy à la station Howard Beach – JFK Airport via le AirTrain JFK.
Le premier tronçon de la ligne fut inauguré le 23 juin 1956, et la ligne, achevée en 1958 compte 14 stations.